# Leichtathletik-Europameisterschaften 1966/Kugelstoßen der Männer

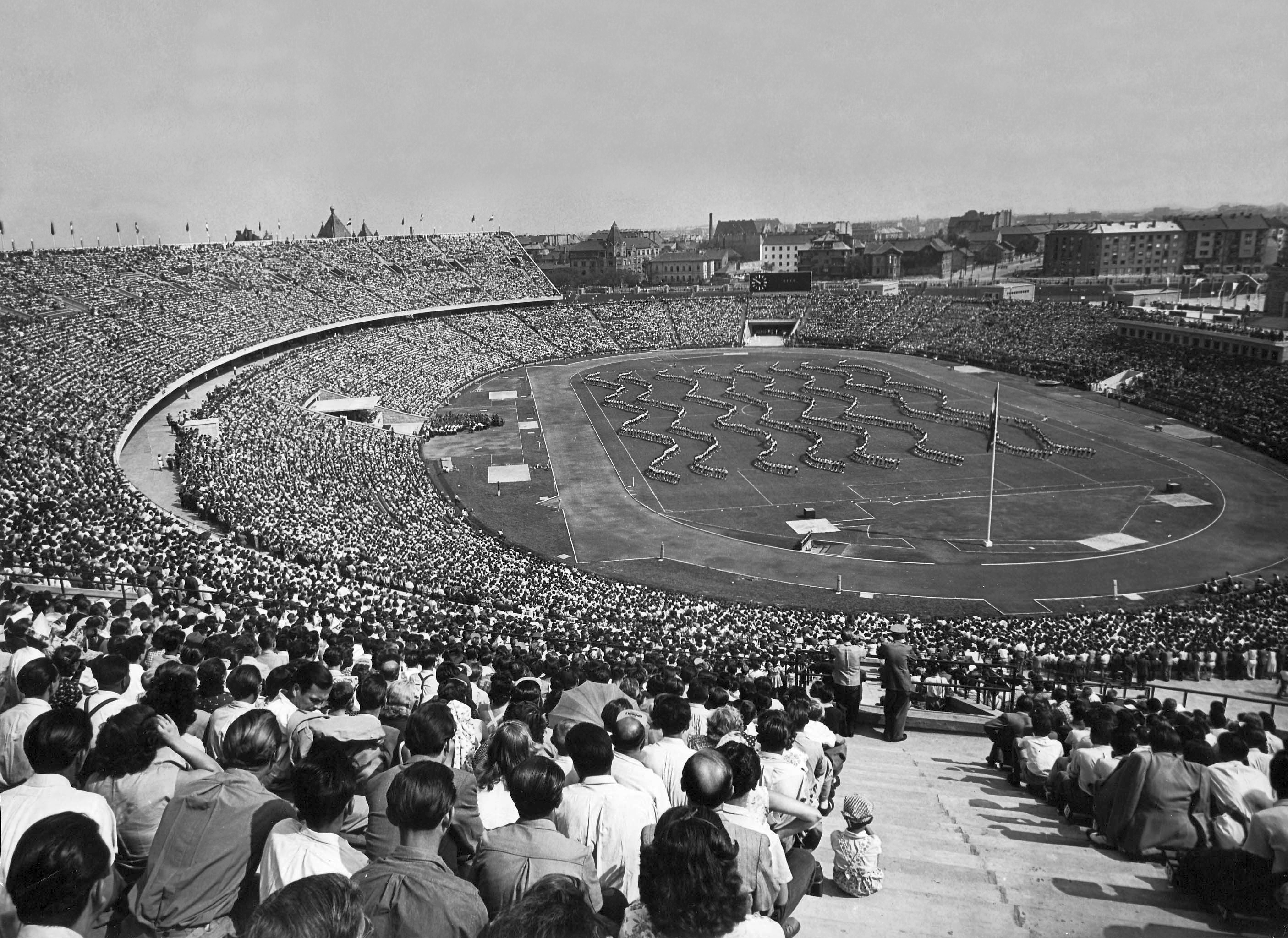
Das Népstadion bei einer Veranstaltung im Jahr 1953

Das Kugelstoßen der Männer bei den Leichtathletik-Europameisterschaften 1966 wurde am 2. und 3. September 1966 im Budapester Népstadion ausgetragen.
Europameister wurde der ungarische Titelverteidiger und Olympiadritte von 1964 Vilmos Varjú. Den zweiten Platz belegte Nikolai Karassjow aus der Sowjetunion, Bronze ging an den Polen Władysław Komar.

## Rekorde

### Bestehende Rekorde
| Weltrekord           | 21,52 m | Randy Matson | College Station, USA    | 8. Mai 1965        |
| Europarekord         | 19,62 m | Vilmos Varjú | Budapest, Ungarn        | 4. Juni 1966       |
| Meisterschaftsrekord | 19,02 m | Vilmos Varjú | EM Belgrad, Jugoslawien | 14. September 1962 |

### Rekordverbesserung
Der bestehende EM-Rekord wurde zweimal verbessert. Außerdem gab es einen neuen Landesrekord.
- Meisterschaftsrekorde:
  - 19,05 m – Vilmos Varjú (Ungarn), Qualifikation am 2. September
  - 19,43 m – Vilmos Varjú (Ungarn), Finale am 3. September
- Landesrekord:
  - 18,15 m – Pierre Colnard (Frankreich), Finale am 3. September

## Qualifikation
2. September 1966
Die sechzehn Teilnehmer traten zu einer gemeinsamen Qualifikationsrunde an. Acht Athleten (hellblau unterlegt) übertrafen die Qualifikationsweite für den direkten Finaleinzug von 18,00 m. Damit war die Mindestanzahl von zwölf Finalteilnehmern nicht erreicht. Das Finalfeld wurde mit den nächsten vier bestplatzierten Sportlern (hellgrün unterlegt) auf zwölf Werfer aufgefüllt. So reichten für die Finalteilnahme schließlich 17,62 m.
| Platz | Name                 | Nation         | Weite (m) |
| ----- | -------------------- | -------------- | --------- |
| 1     | Vilmos Varjú         | Ungarn         | 19,05 CR  |
| 2     | Heinfried Birlenbach | BR Deutschland | 18,59     |
| 3     | Władysław Komar      | Polen          | 18,53     |
| 4     | Nikolai Karassjow    | Sowjetunion    | 18,38     |
| 5     | Eduard Guschtschin   | Sowjetunion    | 18,23     |
| 6     | Tomo Suker           | Jugoslawien    | 18,01     |
| 7     | Bjørn Bang Andersen  | Norwegen       | 18,01     |
| 8     | Alfred Sosgórnik     | Polen          | 18,01     |
| 9     | Matti Yrjölä         | Finnland       | 17,90     |
| 10    | Pierre Colnard       | Frankreich     | 17,75     |
| 11    | Pero Barišić         | Jugoslawien    | 17,69     |
| 12    | Dieter Hoffmann      | DDR            | 17,62     |
| 13    | Milija Jocović       | Jugoslawien    | 17,61     |
| 14    | Géza Fejér           | Ungarn         | 17,57     |
| 15    | Bengt Bendeus        | Schweden       | 17,40     |
| 16    | Alain Drufin         | Frankreich     | 16,91     |

## Finale

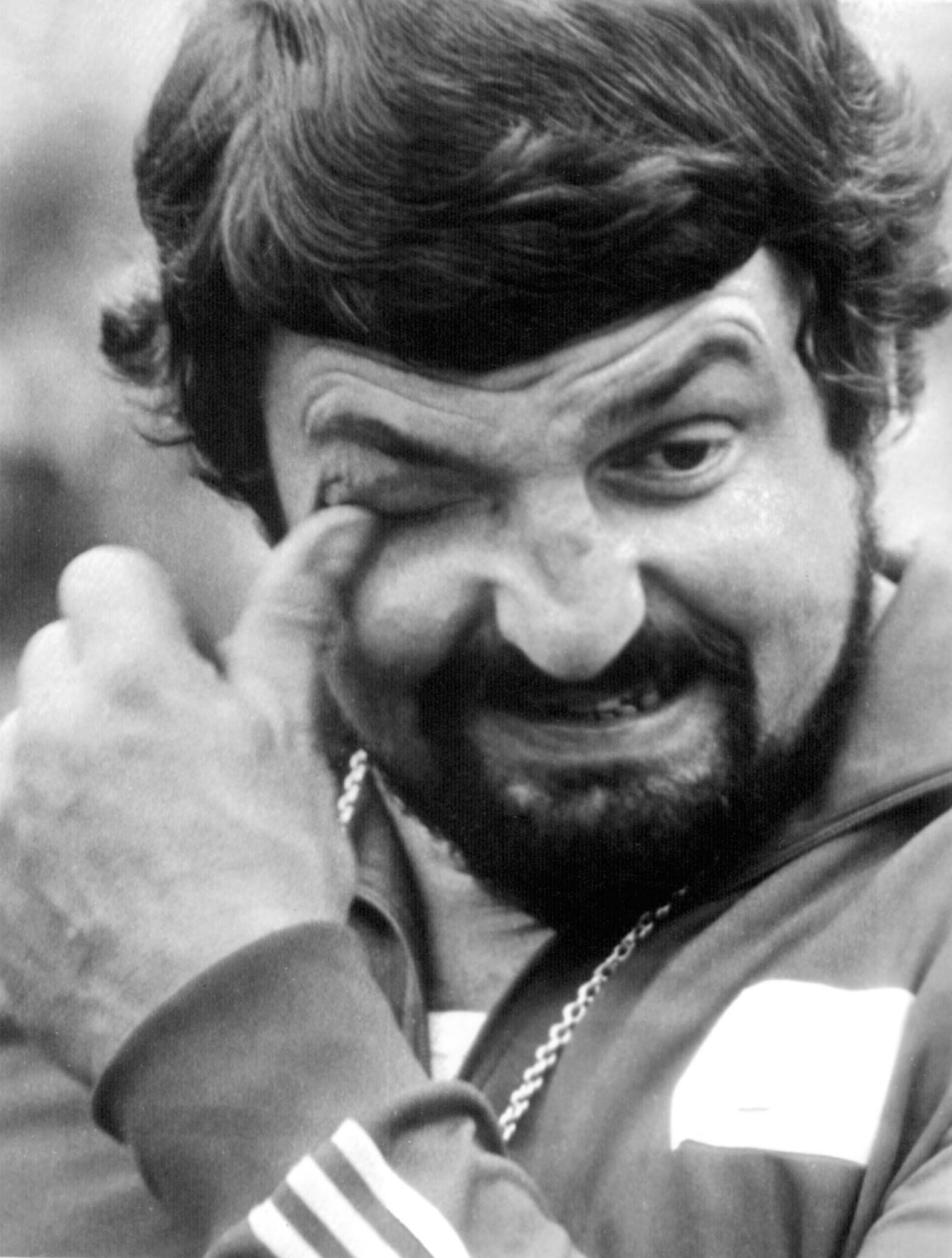
Der EM-Vierte von 1962 Władysław Komar gewann Bronze – 1972 wurde er Olympiasieger
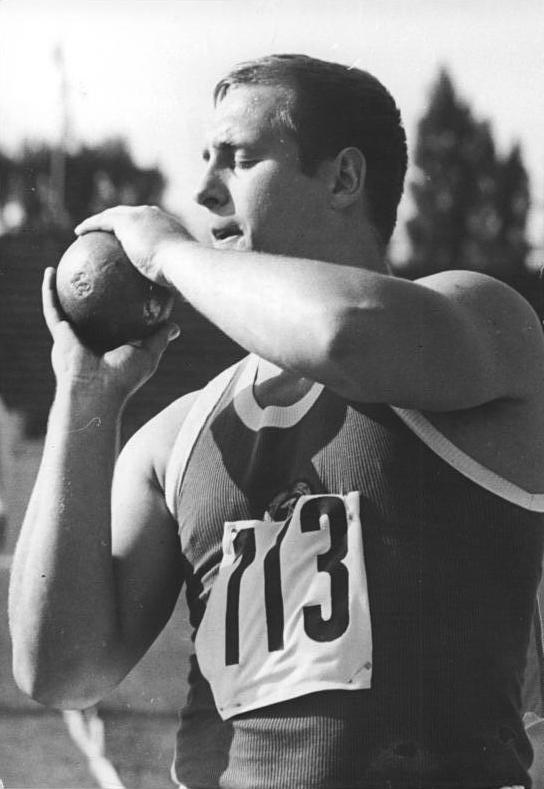
Dieter Hoffmann erreichte Platz acht

3. September 1966
| Platz | Name                 | Nation         | Weite (m) |
| ----- | -------------------- | -------------- | --------- |
| 1     | Vilmos Varjú         | Ungarn         | 19,43 CR  |
| 2     | Nikolai Karassjow    | Sowjetunion    | 18,82     |
| 3     | Władysław Komar      | Polen          | 18,68     |
| 4     | Alfred Sosgórnik     | Polen          | 18,38     |
| 5     | Heinfried Birlenbach | BR Deutschland | 18,37     |
| 6     | Matti Yrjölä         | Finnland       | 18,19     |
| 7     | Pierre Colnard       | Frankreich     | 18,15 NR  |
| 8     | Dieter Hoffmann      | DDR            | 18,02     |
| 9     | Bjørn Bang Andersen  | Norwegen       | 17,84     |
| 10    | Tomo Suker           | Jugoslawien    | 17,74     |
| 11    | Pero Barišić         | Jugoslawien    | 17,66     |
| 12    | Eduard Guschtschin   | Sowjetunion    | 17,64     |

Im Finale erzielte Europameister Vilmos Varjú folgende Weiten mit seinen sechs Versuchen (x – ungültig):

19,43 m – 18,82 m – x – x – x – x.